# Gyíkászkakukk
A gyíkászkakukk (Saurothera merlini) a madarak osztályának kakukkalakúak (Cuculiformes) rendjébe, ezen belül a kakukkfélék (Cuculidae) családjába tartozó faj.

## Előfordulása
A Bahama-szigetek, Kuba, a Turks- és Caicos-szigetek alföldi és hegyvidéki, trópusi és szubtrópusi lombhullató erdeiben honos.

## Alfajai
- Saurothera merlini bahamensis
- Saurothera merlini santamariae
- Saurothera merlini merlini
- Saurothera merlini decolor

## Megjelenése
Testhossza 54 centiméter, testsúlya 155 gramm. Háta, szárnyai és fejeteteje olajbogyó-barna, torka fehér.

## Életmódja
Tápláléka gyíkokból, sáskákból és rovarokból áll.

## Szaporodása
Más kakukkfajjal ellentétbe készít egy csésze alakú fészket gallyakból. Fészekalja 2–3 tojásból áll.

## Külső hivatkozás
- Képek az interneten a fajról[halott link]
- Ibc.lynxeds.com – videók a fajról
- Xeno-canto.org – a faj hangja és elterjedési területe